# Servizio funebre
Servizio Funebre è il quarto album in studio del rapper italiano Chicoria, pubblicato il 17 Novembre 2014.

## Descrizione
L'album è stato interamente prodotto da Depha Beat, tranne l'ultima traccia, prodotta da Gordikov e Jacky 0.

## Tracce
1. A bomba – 3:32
2. Famme spazio – 4:03
3. Non riesco a dormire (feat. Dium) – 3:15
4. Tortura – 3:35
5. Arancia meccanica (feat. Noyz Narcos) – 3:25
6. Nato morto (feat. Metal Carter) – 4:40
7. Lì non c'ero (feat. Il Turco) – 2:56
8. Troppo vecchio per cambiare (feat. Caputo) – 3:27
9. Palazzi alti (feat. Mystic1, Sedato Blend) – 3:53
10. Posso morì – 3:25
11. Roman Gangstar – 2:36
12. Servizio funebre – 3:14
13. Classicità – 2:40
14. Questo mondo non è il mio – 3:33